# پیلاپیتیا
پیلاپیتیا (به لاتین: Pilapitiya) یک منطقهٔ مسکونی در سری‌لانکا است که در استان مرکزی (سری‌لانکا) واقع شده‌است.